# Festival RTP da Canção 1971
O VIII Grande Prémio TV da Canção 1971 foi o oitavo Festival RTP da Canção, e teve lugar no dia 11 de Fevereiro de 1971, no Cinema Tivoli, em Lisboa. 
Ana Maria Lucas e Henrique Mendes foram os apresentadores do festival que foi ganho por Tonicha com a canção Menina.

## Festival
A RTP abriu concurso a todos os autores e compositores portugueses com vista a apurar a canção que assinalaria o nosso regresso ao Eurofestival, após um ano de ausência.
Os temas apurados para o Festival da Canção deste ano, ainda denominado como Grande Prémio TV da Canção Portuguesa, foram nove e as escolhas dos respetivos autores e compositores recairam nos seguintes cantores que mencionamos por ordem de desfile:
Daphne, Tonicha, Intróito, Efe 5, Hugo Maia de Loureiro, Paulo de Carvalho, Lenita Gentil, Fernando Tordo e Duarte Mendes.
A apresentação deste Festival esteve a cargo de Henrique Mendes, desta vez, coadjuvado por Ana Maria Lucas, Miss Portugal 1970 e que a 11 de Fevereiro de 1971 (data da realização do Festival), ainda cumpria o seu reinado da mais bela de Portugal.
A escolha da canção vencedora foi efetuada pelo júri distrital, distribuído pelas 18 capitais de distrito de Portugal Continental, tendo cada júri 15 pontos para distribuir conforme entendesse pelas canções a concurso.
No final da noite a canção "Menina do alto da serra", com poema de Ary dos Santos e música de Nuno Nazareth Fernandes sagrou-se a grande vencedora com 103 pontos, com uma margem 34 pontos sobre o tema posicionado em 2º lugar.
| #   | Artista               | Canção                    | Letra (l) / Música (m)                                      | Classificação | Pontuação |
| --- | --------------------- | ------------------------- | ----------------------------------------------------------- | ------------- | --------- |
| 1.º | Daphne                | "Verde pino"              | Nuno Rodrigues (m & l)                                      | 7.º           | 5         |
| 2.º | Tonicha               | "Menina do Alto da Serra" | Nuno Nazareth Fernandes (m), José Carlos Ary dos Santos (l) | 1.º           | 103       |
| 3º  | Intróito              | "Palavras abertas"        | Nuno Gomes dos Santos (m), José Carlos Ary dos Santos (l)   | 5.º           | 13        |
| 4.º | Efe 5                 | "Rosa, roseira"           | Fernando Poitier (m), Fernando Vieira (l)                   | 6.º           | 6         |
| 5.º | Hugo Maia de Loureiro | "Crónica de um dia"       | Hugo Maia de Loureiro (m), Fernando Guerra (l)              | 4.º           | 26        |
| 6.º | Paulo de Carvalho     | "Flor sem tempo"          | José Calvário (m), José A. Sottomayor (l)                   | 2.º           | 69        |
| 7.º | Lenita Gentil         | "Anda ver o sol"          | Fernando Poitier (m), Fernando Vieira (l)                   | 9.º           | 2         |
| 8.º | Fernando Tordo        | "Cavalo à solta"          | Fernando Tordo (m), José Carlos Ary dos Santos (l)          | 3.º           | 42        |
| 9.º | Duarte Mendes         | "Adolescente"             | José Luis Tinoco (m), Yvette Centeno e José Luis Tinoco (l) | 8.º           | 4         |

### Resultados
O júri nacional esteve sediado nas 18 capitais de distrito de Portugal Continental, as quais dispunham, cada uma, de 15 votos para distribuir conforme entendessem pelas canções concorrentes. O júri foi chamado a votar segundo a ordem alfabética dos respetivos distritos:
| Júri Nacional                | Canções Pontuadas | Canções Pontuadas | Canções Pontuadas | Canções Pontuadas | Canções Pontuadas | Canções Pontuadas | Canções Pontuadas | Canções Pontuadas | Canções Pontuadas |
| ---------------------------- | ----------------- | ----------------- | ----------------- | ----------------- | ----------------- | ----------------- | ----------------- | ----------------- | ----------------- |
| Júri Nacional                | 1                 | 2                 | 3                 | 4                 | 5                 | 6                 | 7                 | 8                 | 9                 |
| Distrito de Aveiro           |                   | 11                |                   |                   |                   | 1                 |                   | 3                 |                   |
| Distrito de Beja             |                   | 7                 |                   |                   |                   | 3                 |                   | 4                 | 1                 |
| Distrito de Braga            |                   | 1                 |                   |                   |                   | 9                 |                   | 5                 |                   |
| Distrito de Bragança         |                   | 9                 | 1                 |                   |                   | 5                 |                   |                   |                   |
| Distrito de Castelo Branco   | 3                 | 2                 |                   |                   | 3                 | 5                 | 2                 |                   |                   |
| Distrito de Coimbra          |                   | 1                 |                   |                   | 12                | 2                 |                   |                   |                   |
| Distrito de Évora            |                   | 6                 | 1                 |                   |                   | 6                 |                   |                   | 2                 |
| Distrito de Guarda           |                   | 12                | 1                 |                   |                   | 2                 |                   |                   |                   |
| Distrito de Leiria           |                   | 4                 | 1                 |                   | 4                 | 4                 |                   | 1                 | 1                 |
| Distrito de Lisboa           | 1                 | 10                |                   |                   |                   | 2                 |                   | 2                 |                   |
| Distrito de Portalegre       | 1                 | 5                 |                   |                   | 1                 | 2                 |                   | 6                 |                   |
| Distrito de Faro             |                   | 1                 | 5                 | 5                 | 1                 |                   |                   | 3                 |                   |
| Distrito de Porto            |                   | 8                 |                   |                   | 2                 | 2                 |                   | 3                 |                   |
| Distrito de Santarém         |                   | 8                 |                   |                   |                   | 3                 |                   | 4                 |                   |
| Distrito de Setúbal          |                   | 3                 | 1                 |                   |                   | 5                 |                   | 6                 |                   |
| Distrito de Viana do Castelo |                   | 2                 |                   |                   |                   | 11                |                   | 2                 |                   |
| Distrito de Vila Real        |                   | 3                 | 3                 |                   |                   | 6                 |                   | 3                 |                   |
| Distrito de Viseu            |                   | 10                |                   | 1                 | 3                 | 1                 |                   |                   |                   |
| Total                        | 5                 | 103               | 13                | 6                 | 26                | 69                | 2                 | 42                | 4                 |
| Lugar                        | 7º                | 1º                | 5º                | 6º                | 4º                | 2º                | 9º                | 3º                | 8º                |
| Júri Nacional                | 1                 | 2                 | 3                 | 4                 | 5                 | 6                 | 7                 | 8                 | 9                 |
| Júri Nacional                | Canções Pontuadas |                   |                   |                   |                   |                   |                   |                   |                   |

| Júri Nacional                | Canções Pontuadas | Canções Pontuadas | Canções Pontuadas | Canções Pontuadas | Canções Pontuadas | Canções Pontuadas | Canções Pontuadas | Canções Pontuadas | Canções Pontuadas |
| ---------------------------- | ----------------- | ----------------- | ----------------- | ----------------- | ----------------- | ----------------- | ----------------- | ----------------- | ----------------- |
| Júri Nacional                | 1                 | 2                 | 3                 | 4                 | 5                 | 6                 | 7                 | 8                 | 9                 |
| Distrito de Aveiro           | 0                 | 11                | 0                 | 0                 | 0                 | 1                 | 0                 | 3                 | 0                 |
| Distrito de Beja             | 0                 | 18                | 0                 | 0                 | 0                 | 4                 | 0                 | 7                 | 1                 |
| Distrito de Braga            | 0                 | 19                | 0                 | 0                 | 0                 | 13                | 0                 | 12                | 1                 |
| Distrito de Bragança         | 0                 | 28                | 1                 | 0                 | 0                 | 18                | 0                 | 12                | 1                 |
| Distrito de Castelo Branco   | 3                 | 30                | 1                 | 0                 | 3                 | 23                | 2                 | 12                | 1                 |
| Distrito de Coimbra          | 3                 | 31                | 1                 | 0                 | 15                | 25                | 2                 | 12                | 1                 |
| Distrito de Évora            | 3                 | 37                | 2                 | 0                 | 15                | 31                | 2                 | 12                | 3                 |
| Distrito de Guarda           | 3                 | 49                | 3                 | 0                 | 15                | 33                | 2                 | 12                | 3                 |
| Distrito de Leiria           | 3                 | 53                | 4                 | 0                 | 19                | 37                | 2                 | 13                | 4                 |
| Distrito de Lisboa           | 4                 | 63                | 4                 | 0                 | 19                | 39                | 2                 | 15                | 4                 |
| Distrito de Portalegre       | 5                 | 68                | 4                 | 0                 | 20                | 41                | 2                 | 21                | 4                 |
| Distrito de Faro             | 5                 | 69                | 9                 | 5                 | 21                | 41                | 2                 | 24                | 4                 |
| Distrito de Porto            | 5                 | 77                | 9                 | 5                 | 23                | 43                | 2                 | 27                | 4                 |
| Distrito de Santarém         | 5                 | 85                | 9                 | 5                 | 23                | 46                | 2                 | 31                | 4                 |
| Distrito de Setúbal          | 5                 | 88                | 10                | 5                 | 23                | 51                | 2                 | 37                | 4                 |
| Distrito de Viana do Castelo | 5                 | 90                | 10                | 5                 | 23                | 62                | 2                 | 39                | 4                 |
| Distrito de Vila Real        | 5                 | 93                | 13                | 5                 | 23                | 68                | 2                 | 42                | 4                 |
| Distrito de Viseu            | 5                 | 103               | 13                | 6                 | 26                | 69                | 2                 | 42                | 4                 |
| Lugar                        | 7º                | 1º                | 5º                | 6º                | 4º                | 2º                | 9º                | 3º                | 8º                |
| Júri Nacional                | 1                 | 2                 | 3                 | 4                 | 5                 | 6                 | 7                 | 8                 | 9                 |
| Júri Nacional                | Canções Pontuadas |                   |                   |                   |                   |                   |                   |                   |                   |